# East Point
East Point is een plaats (city) in de Amerikaanse staat Georgia, en valt bestuurlijk gezien onder Fulton County.

## Demografie
Bij de volkstelling in 2000 werd het aantal inwoners vastgesteld op 39.595.
In 2006 is het aantal inwoners door het United States Census Bureau geschat op 42.204, een stijging van 2609 (6,6%).

## Geografie
Volgens het United States Census Bureau beslaat de plaats een oppervlakte van
35,6 km², geheel bestaande uit land.

## Plaatsen in de nabije omgeving
De onderstaande figuur toont nabijgelegen plaatsen in een straal van 16 km rond East Point.